# O Fantasma (2000)
O Fantasma é um filme independente português de 2000, do género drama erótico. Esta é a sua primeira longa-metragem de ficção realizada por João Pedro Rodrigues. Escrito por Rodrigues com José Neves, Paulo Rebelo e Alexandre Melo, O Fantasma foi produzido por Amândio Coroado para a produtora independente Rosa Filmes. A longa-metragem é protagonizada por Ricardo Meneses - que teve no filme a sua única participação numa produção audiovisual enquanto ator -, no papel de Sérgio.. O Fantasma estreou a 8 de setembro de 2000 no Festival Internacional de Cinema de Veneza, onde competiu para o Leão de Ouro. Comercialmente, o filme foi lançado nos cinemas de Portugal a 20 de outubro do mesmo ano.

## Sinopse
O Fantasma segue Sérgio, um jovem que trabalha para a companhia de limpeza urbana, e que possui uma relação bastante obsessiva com sexo e com sensações físicas no geral.

## Elenco
- Ricardo Meneses, como Sérgio[2]
- Beatriz Torcato, como Fátima[6]
- André Barbosa, como João
- Eurico Vieira, como Virgílio
- Jorge Almeida, como Polícia
- Joaquim Oliveira, como Mário
- Florindo Lourenço, como Matos
- Maria Paola Porru, como Mãe de João

## Equipa técnica
- Realização: João Pedro Rodrigues[7]
- Argumento: Paulo Rebelo, João Pedro Rodrigues, José Neves e Alexandre Melo
- Direção de fotografia: Rui Poças
- Direção de montagem: Paulo Rebelo e João Pedro Rodrigues
- Produção: Amândio Coroado[4]
- Direção de produção: Vita Lains
- Direção de som: Mafalda Roma
- Mistura de som: Nuno Carvalho
- Adereços: João Rui Guerra da Mata

## Produção

### Desenvolvimento
O ponto de partida de João Pedro Rodrigues para desenvolver a história foi o seu interesse na rotina dos profissionais de recolha do lixo: "São pessoas que existem na cidade e que fazem parte da paisagem urbana, mas nós não damos por eles. (...) E é como se eles pudessem saber da vidas das pessoas, e ver, porque fazem sempre o mesmo percurso. Podem saber o que se passa nesta zona, saber o que fazem aquelas pessoas ali, mas ninguém dá por isso." O realizador pediu autorização para seguir o trabalho de cantoneiros de recolha de resíduos da Câmara Municipal de Lisboa e acompanhou-os duas vezes por semana durante cerca de seis meses. Neste período, seguia os profissionais no seu percurso, fazendo-lhes perguntas aacerca da sua vida e fantasias.
Quando começou a compor o argumento, Rodrigues atribuiu ao protagonista a ocupação de cantoneiro da Câmara Municipal de Lisboa, mas pretendeu utilizar a sua pesquisa não como foco, mas como suporte para a sua ficção, que não não era baseada em nenhum dos profissionais com os quais contactou: "No meu filme, é um bocadinho quando um homem do lixo começa a entrar na vida dessas pessoas. Não tem só um papel passivo de recolha do lixo. Por isso é que não é tanto a recolha do lixo, é uma espécie ligação á realidade".

### Casting
Rodrigues pretendia contratar intérpretes não-profissionais para os personagens de O Fantasma, "porque as pessoas são mais genuínas, mais naturais, mais reais. E, por exemplo neste filme, havia um grau de exposição que eu exigia das pessoas que se calhar nos atores era impossível pedir." A equipa do filme demorou cerca de nove meses para encontrar os intérpretes principais. O mais difícil terá sido o casting para o protagonista. Nas palavras do realizador, "Eu andava à procura de um olhar... Foi muito difícil encontrar a personagem principal". Quando a equipa encontrou Ricardo Meneses, ficou evidente que o jovem apresentava as características ideais para a personagem e o argumento foi adaptado à medida do jovem. Paralelamente, Rodrigues começou a trabalhar com Meneses no sentido de o preparar para o registo cinematográfico: "Há muito, muito, muito trabalho, e é preciso repetir muitas vezes, ensaiar muito até se chegar até àquela conjugação de tudo, do que dizem, de como se mexem, que é o mais difícil. Para ficar tudo bem, uns com os outros, eles com as luzes... dá muito trabalho". Na altura, Ricardo Meneses tinha ainda 17 anos, pelo que se optou por adiar o início da rodagem até o intérprete atingir a maioridade. Neste contexto, será de ressaltar o facto de o filme apresentar uma cena de pornografia explícita (uma felação).
Para o cão do personagem de Sérgio, a equipa tentou inicialmente treinar um animal que, não estando acostumado aos camiões de lixo, se assustou nas gravações. Assim, recorreram a Lorde, um cão-guarda do depósito de resíduos que Rodrigues havia visitado. O animal foi treinado para atuar no filme.

### Rodagem
As gravações decorreram ao longo de nove semanas, em Lisboa. A maior parte das cenas foi rodada de noite.

## Temas e estética
Este drama erótico aborda temáticas de hierarquias sexuais e sociais, de relações sádicas e sentimentos de poder. É uma história de solidão, angústia e sexo, envolta numa atmosfera sórdida e filmada em tom contemplativo, lento e perturbador. Rodrigues descreveu O Fantasma como "uma ficção sobre a brutalidade do desejo e a impotência frente à rejeição. Queria retomar os gestos íntimos da solidão de um corpo frente à impossibilidade do amor dividido". O realizador recontextualiza o sexo explícito no filme, adjacente ao fetiche, impregnando-o de emoção. Mesmo tendo um protagonista de comportamentos tão animalescos, a sua obsessão sexual revela a sentimentos de solidão e marginalidade. O personagem permite, assim, ao realizador, explorar a fronteira "humano versus animal", personificado no seu vínculo mais intenso com o seu animal de estimação. Rodrigues estabelece o isolamento de Sérgio também através das suas rejeições a Fátima e pelo modo como o filma vagueando pelas ruas da cidade.
O Fantasma usa a linha de olhar e a estimulação sensorial de Sérgio para impulsionar uma narrativa. O argumento concebe vários cenários em que um personagem tem de decidir se deve ou não exercer poder sobre outra pessoa. Integra na narrativa mais clássica do enredo, imagens fetichistas reminescentes da arte de Tom of Finland (eg. a figura do Polícia e o uso de látex) e premissas comuns em filmes pornográficos. A violência encontra de forma consistente a vulnerabilidade destes personagens, cujas tendências sádicas se manifestam mais intensamente quando os outros estão no seu ponto de menor resistência. A questão dramática de Sérgio encontra-se no facto de este só conseguir aproximar-se de quem deseja por meio da violência. Esta sua incapacidade de lidar com sentimentos justifica o reduzido diálogo ao longo do filme.

## Distribuição

### Lançamento
O filme teve a sua apresentação internacional enquanto integrante da competição oficial do Festival Internacional de Cinema de Veneza de 2000. Em Portugal, a distribuição comercial do filme em Portugal, pela Rosa Filmes, iniciou-se a 20 de outubro do mesmo ano. O Fantasma foi também exibido nas salas de cinema de França e Brasil, onde estreou, respetivamente, a 21 de março e 27 de abril de 2001. É um dos primeiros filmes portugueses com lançamento comercial em Nova Iorque, onde estreou a 22 de novembro de 2002.

### Festivais e retrospetivas
A longa-metragem foi selecionada para inúmeros festivais de cinema e, mas recentemente, tem sido consecutivamente incluída em sessões de retrospetiva da filmografia de João Pedro Rodrigues. Destacam-se os seguintes:
- Festival Internacional de Cinema de Veneza (Itália, 8 de setembro de 2000).
- Thessaloniki International Film Festival (Grécia, 17 de novembro de 2000).
- New York Lesbian and Gay Film Festival (EUA, 3 de junho de 2001).
- Festival Internacional de Cinema de Karlovy Vary (República Checa, 7 de julho de 2001).
- Festival Internacional de Cinema da Flandres-Gante (Bélgica, 15 de outubro de 2001).
- Bergen International Film Festival (Noruega, 19 de outubro de 2001).
- Johannesburg Pride South Africa Gay and Lesbian Film Festival (África do Sul, 12 de março de 2004).
- Reykjavik International Film Festival (Islândia, 19 de setembro de 2009).
- Pusan International Film Festival (Coreia do Sul, 7 de outubro de 2011).

## Recepção

### Audiência
O filme tornou-se imediatamente notado ao ser o primeiro filme português de sempre a abordar direta e explicitamente um tema homossexual. Nos cinemas portugueses foi visto por cerca de 10.000 espetadores.

### Crítica
Aquando a sua estreia, O Fantasma recebeu, de forma geral, comentários negativos pela crítica especializada. No agregador de críticas Rotten Tomatoes, o filme mantém um rating de aprovação de 25%, baseado em 16 críticas, com um rating médio de 4.90/10. Num outro agregador, Metacritic, que atribui uma classificação até 100 a partir das publicações de críticos de cinema convencionais, o filme recebeu uma pontuação de 36, com base em 9 críticos, indicando "receção geralmente desfavorável". Entre os comentários mais positivos está o do crítico Kevin B. Thomas no Los Angeles Times, que elogiou a abordagem audaz, negra e erótica. Rafael C. Parrode (Revista Cinética) utiliza uma análise ao filme para descrever João Pedro Rodrigues enquanto um "dos cineastas contemporâneos, como Claire Denis e Tsai Ming-liang, que constroem seus filmes a partir de composições de ritmo, por um tratamento sutil dos corpos e dos espaços, da duração dos planos, do naturalismo da encenação, sempre lidando com pulsões sexuais e violentas de seus personagens, para construir simbolicamente algo que transcende a própria vida." No sentido oposto, Dana Stevens (The New York Times) descreveu o filme como enfadonho: "Imaginem (se possível) um filme de Pasolini sem paixão ou política, ou um filme de Almodóvar sem beleza ou humor, e terão uma ideia da experiência sombria e entorpecida de assistir O Fantasma."
Em 2017, O Fantasma (18.º lugar), e Tabu (25.º lugar), foram os únicos filmes portugueses a integrar a lista dos 25 melhores filmes do século XXI para a revista francesa Les Inrockuptibles. Este filme de estreia de João Pedro Rodrigues é descrito como uma obra "fascinante e hipnótica", que "inaugurou perfeitamente"o trabalho do realizador.

### Premiações
Foi o vencedor do prémio para melhor filme no Festival de Cinema Lésbico e Gay de Nova York e no Festival de Cinema de Entrevues. Ricardo Meneses foi nomeado para o Globo de Ouro da SIC para a categoria de melhor ator principal, em 2001.
| Ano  | Premiação                                 | Categoria                | Trabalho                    | Resultado | Ref.   |
| ---- | ----------------------------------------- | ------------------------ | --------------------------- | --------- | ------ |
| 2000 | Festival de Veneza                        | Leão de Ouro             | O Fantasma, Amândio Coroado | Indicado  |        |
| 2000 | Festival de Cinema de Belfort - Entrevues | Melhor Filme Estrangeiro | O Fantasma, Amândio Coroado | Venceu    | [ 11 ] |
| 2001 | Globos de Ouro (Portugal)                 | Melhor Ator              | Ricardo Meneses             | Indicado  | [ 4 ]  |
| 2001 | New Festival - Nova Iorque                | Melhor Filme             | O Fantasma, Amândio Coroado | Venceu    | [ 23 ] |